# Élection présidentielle américaine de 1992 dans le Wyoming
L'élection présidentielle américaine de 1992 dans le Wyoming a lieu le 3 novembre 1992 comme dans les 49 autres États qui composent les États-Unis ainsi que le district de Columbia. Les électeurs wyomingais choisissent des grands électeurs pour les représenter dans le collège électoral à travers un vote populaire. Le Wyoming dispose en 1992 de 3 grands électeurs. L'État donne l'ensemble de ses grands électeurs au candidat du Parti républicain, le président des États-Unis sortant George H. W. Bush. 
Le candidat vainqueur de ce scrutin dans tout le pays sera néanmoins le démocrate Bill Clinton, qui occupera la présidence des États-Unis du 20 janvier 1993 au 20 janvier 2001, ayant été réélu en 1996.    